# Mały Kozi Staw
Mały Kozi Staw (słow. Malé Kozie pleso) – nieduży staw w środkowej części Doliny Młynickiej w słowackich Tatrach Wysokich. Jest jednym z grupy kilku Kozich Stawów w tej dolinie, najniżej położonym i najmniejszym z nich. Stawku tego nie wymienia Wielka encyklopedia tatrzańska, opisuje go natomiast Józef Nyka w swoim przewodniku, zaznaczony jest także na mapie Tatr Wysokich słowackich i polskich.
Położony jest na wysokości ok. 1920 m n.p.m. na dużym tarasie zwanym Zadnią Polaną, powyżej Stawu nad Skokiem, a poniżej Capiego Stawu, na środku doliny. Szlak turystyczny przechodzi w niedużej odległości od niego.
Brzegi stawu są kamieniste, na podmokłych terenach wokół brzegu stawku występują ziołorośla z miłosną górską. Obydwa Kozie Stawy na Zadniej Polanie (Niżni i Mały) według Józefa Nyki okresowo zanikają.

## Szlaki turystyczne
– żółty szlak ze Szczyrbskiego Jeziora dnem Doliny Młynickiej obok wodospadu Skok i przez Bystrą Ławkę do Doliny Furkotnej. Przejście szlakiem przez przełęcz jest dozwolone w obie strony, jednak zalecany jest kierunek z Doliny Młynickiej do Furkotnej w celu uniknięcia zatorów na łańcuchach.
- Czas przejścia ze Szczyrbskiego Jeziora do wodospadu: 1:30 h, ↓ 1 h
- Czas przejścia znad wodospadu na Bystrą Ławkę: 2 h, ↓ 1:35 h